# Марко Банић
Марко Банић (Задар, 31. август 1984) је бивши хрватски кошаркаш. Играо је на позицији крилног центра.

## Каријера
Каријеру је почео у екипи Задра, где је временом постао један од најбољих кошаркаша тима. Након тога одлази у Билбао, где је наставио са добрим партијама. Као играч овог клуба је два пута уврштен у идеални тим Еврокупа, а добио је и награду за најкориснијег играча овог такмичења за сезону 2009/10. У јуну 2012. године прелази у УНИКС Казањ, али током играња у овом клубу је имао тежу повреду због које пропустио скоро целу сезону. За сезону 2013/14. се вратио у Шпанију и заиграо за Естудијантес. Након једне сезоне у Естудијантесу одлази у Немачку и потписује једногодишњи уговор са берлинском Албом. Од 2015. до 2017. године је опет био члан УНИКС-а. У сезони 2017/18. је био играч Пинар Каршијаке. У сезони 2018/19. је био играч Цедевите.
Био је играч сениорске репрезентације Хрватске. Са њима је наступао на Европским првенствима 2007. и 2009. године као и на Светском првенству 2010. и на Олимпијским играма 2008. године.

## Успеси

### Клупски
- Задар:
  - Јадранска лига (1): 2002/03.
  - Првенство Хрватске (1): 2004/05.
  - Куп Хрватске (2): 2003, 2005.

- Цедевита:
  - Куп Хрватске (1): 2019.

### Појединачни
- Најкориснији играч Еврокупа (1): 2009/10.
- Идеални тим Еврокупа — прва постава (2): 2008/09, 2009/10.

### Репрезентативни
- Европско првенство до 18 година:  2002.